# Sűrűségfüggvény

Annak a valószínűsége, hogy egy valószínűségi változó értéke és közé esik, megfelel a valószínűségi sűrűségfüggvény és közötti szakaszának görbe alatti területének

A valószínűségszámításban az X valószínűségi változó sűrűségfüggvénye f pontosan akkor, ha az X-nek az F-fel jelölt eloszlásfüggvénye előállítható a következő alakban:
Szemben a valószínűségekkel, a sűrűségfüggvények felvehetnek 1-nél nagyobb értéket is. A valószínűségi eloszlások sűrűségfüggvényeken alapuló konstrukciója szempontjából nem a sűrűségfüggvény által felvett érték a fontos, hanem az integrál.
A sűrűségfüggvény általánosítása az általánosított sűrűségfüggvény, ahol is a Lebesgue-mértékre vonatkozó sűrűségfüggvények a valószínűségi sűrűségfüggvények. A továbbiakban sűrűségfüggvényen valószínűségi sűrűségfüggvényt értünk, kivéve ha azt máshogy jelezzük.
Diszkrét esetben az események valószínűsége megkapható a tartalmazott elemi események valószínűségeinek összegzésével. Folytonos esetben azonban ez nem tehető meg, mivel a nullaszor végtelen értéke bármi lehet. Például két ember csak ritkán pont egyforma magas, eltér egymástól egy hajszállal vagy csak néhány atomnyival. A sűrűségfüggvénnyel tetszőleges intervallum valószínűsége meghatározható, így a nullaszor végtelen probléma megkerülhető.

## Definíció
A sűrűségfüggvény definiálható valószínűségeloszlás alapján, vagy pedig a valószínűségeloszlást lehet levezetni a sűrűségfüggvényből.
Az önálló definícióban szerepel az {\displaystyle f\colon \mathbb {R} \to \mathbb {R} } tulajdonság, a nemnegativitás, az integrálhatóság és a normáltság, azaz a teljes {\displaystyle \mathbb {R} }-en vett integrál egy. Ekkor definiálható hozzá
{\displaystyle P([a,b]):=\int _{a}^{b}f(x)\,\mathrm {d} x} valószínűségeloszlás.
Megfordítva, levezethető valószínűségi mértékből. Ekkor, ha az {\displaystyle f} függvényre minden {\displaystyle a\in \mathbb {R} } esetén
{\displaystyle P((-\infty ,a])=\int _{-\infty }^{a}f(x)\,\mathrm {d} x}
illetve
{\displaystyle P(X\leq a)=\int _{-\infty }^{a}f(x)\,\mathrm {d} x}
akkor {\displaystyle f} sűrűségfüggvény.

## Tulajdonságai

### Létezés

Különböző lognormális eloszlások sűrűségfüggvényei, ahol

Különböző lognormális eloszlások eloszlásfüggvényei, ahol

- Diszkrét eloszlású valószínűségi változóknak nincs sűrűségfüggvénye.
- Sűrűségfüggvénye csak folytonos eloszlású valószínűségi változónak lehet.
- Még a folytonos eloszlású valószínűségi változók közül sincs mindnek sűrűségfüggvénye, csak egy speciális osztályuknak, az abszolút folytonos valószínűségi változóknak, melyeket pontosan azzal a tulajdonsággal definiálunk, hogy van sűrűségfüggvényük.

### Általános tulajdonságok
- A definícióból nyilvánvalóan látszik, hogy

{\displaystyle \int \limits _{-\infty }^{+\infty }f(t)\,dt=1}
bármely sűrűségfüggvény esetén. Ám az is megmutatható, hogy egy tetszőleges f mérhető függvény pontosan akkor sűrűségfüggvény (vagyis pontosan akkor található hozzá olyan valószínűségi változó, melynek sűrűségfüggvénye) ha f(x) ≥ 0 majdnem mindenütt és a fenti tulajdonság teljesül rá.
- A sűrűségfüggvény ismeretében több, a valószínűségi változóval kapcsolatos esemény valószínűsége megadható. Bármely A Borel-halmaz esetén

{\displaystyle \mathbf {P} (X\in A)=\int \limits _{A}f(t)\,dt.}
- Speciálisan

{\displaystyle \mathbf {P} (a\leq X<b)=\int \limits _{a}^{b}f(t)\,dt.}
a két definíció egyenértékű.

### Kapcsolat az eloszlásfüggvénnyel
Ha az {\displaystyle F} eloszlásfüggvény folytonos, és legfeljebb megszámlálható végtelen pontban nem differenciálható, akkor van sűrűségfüggvénye, és:
{\displaystyle F^{\prime }(x)={\frac {\mathrm {d} F(x)}{\mathrm {d} x}}=f(x)}
Más jelöléssel, F '(x)=f(x), vagyis az eloszlásfüggvényből egyszerű deriválással kapjuk a sűrűségfüggvényt.
Vannak olyan eloszlások, mint a Cantor-eloszlás, amelyek eloszlásfüggvénye folytonos, és majdnem mindenütt differenciálható, de nincs sűrűségfüggvényük. A folytonos eloszlások eloszlásfüggvénye majdnem mindenütt differenciálható, de a derivált csak az abszolút folytonos részt foglalja magába.
Megfordítva, a sűrűségfüggvényből is kiszámítható az eloszlásfüggvény (abszolút folytonos) része:
{\displaystyle F_{X}(x)=\int _{-\infty }^{x}f_{X}(t)\,\mathrm {d} t}
{\displaystyle F_{P}(x)=\int _{-\infty }^{x}f_{P}(t)\,\mathrm {d} t}
ami azonnal következik a definícióból.

### Sűrűségfüggvény részintervallumon
Ha egy {\displaystyle X} valószínűségi változó csak egy {\displaystyle I} részintervallumból vesz fel elemeket, akkor a sűrűségfüggvény választható úgy, hogy az {\displaystyle I} intervallumon kívül a 0 értéket veszi fel. Erre példa az exponenciális eloszlás, ahol {\displaystyle I=[0,\infty [}. Egy alternatív lehetőség az értelmezési tartomány leszűkítése, azaz {\displaystyle f\colon I\to \mathbb {R} } definiálása. Ekkor az eloszlás sűrűségét az {\displaystyle I} intervallumon adja meg a Lebesgue-mérték szerint.

### Nemlineáris transzformáció
A nemlineáris {\displaystyle Y=g(X)} transzformáció esetén
{\displaystyle \operatorname {E} (Y)=\operatorname {E} (g(X))=\int _{-\infty }^{\infty }g(x)f(x)\,\mathrm {d} x}.

### Konvolúció
Abszolút folytonos eloszlás esetén a valószínűségeloszlások konvolúciója visszavezethető a sűrűségfüggvények konvolúciójára. Ha {\displaystyle P,Q} abszolút folytonos eloszlások az {\displaystyle f_{P}} és {\displaystyle f_{Q}} eloszlásfüggvényekkel, akkor :{\displaystyle f_{P*Q}=f_{P}*f_{Q}}.
Itt {\displaystyle P*Q} a {\displaystyle P} és {\displaystyle Q} konvolúciója, és {\displaystyle f*g} az {\displaystyle f} és {\displaystyle g} konvolúciója. Tehát a konvolúció és a sűrűségfüggvény képzése felcserélhető.
Ez a tulajdonság közvetlenül átvihető független valószínűségi változók összegére. Legyenek {\displaystyle X,Y} valószínűségi változók az {\displaystyle f_{X}} és {\displaystyle f_{Y}} sűrűségfüggvényekkel, ekkor
{\displaystyle f_{X+Y}=f_{X}*f_{Y}}.
Tehát az összeg sűrűségfüggvénye megegyezik a tagok sűrűségfüggvényeinek konvolúciójával.

## Példák

Az exponenciális eloszlás sűrűségfüggvénye különböző paraméterekkel

Az exponenciális eloszlás abszolút folytonos eloszlás, sűrűségfüggvénye
{\displaystyle f_{\lambda }(x)={\begin{cases}\displaystyle \lambda \mathrm {e} ^{-\lambda x}&x\geq 0\\0&x<0\end{cases}}}
ahol {\displaystyle \lambda >0} valós paraméter. Ha {\displaystyle \lambda >1}, akkor az {\displaystyle x=0} helyen 1-nél nagyobb értéket vesz fel. Az, hogy {\displaystyle f_{\lambda }(x)} sűrűségfüggvény, adódik az exponenciális függvény elemi integrációs szabályából, a nemnegativitás közvetlenül következik a hatványozás szabályaiból, és az integrálhatóság is bizonyítható.
A véges intervallumon egyenletes eloszlásnak is van sűrűségfüggvénye, például a {\displaystyle [0,1]} intervallumon. Az általa megadott valószínűség
{\displaystyle P([a,b])=b-a}, ha {\displaystyle a\leq b} és {\displaystyle a,b\in [0,1]}
Az intervallumon kívüli események valószínűsége nulla. Az {\displaystyle f} sűrűségfüggvény megfelel az
{\displaystyle \int _{a}^{b}f(x)\,\mathrm {d} x=P([a,b])=b-a}
feltételeknek. Az {\displaystyle f(x)=1} alkalmas függvény, amit a {\displaystyle [0,1]} intervallumon kívül nulla folytat az integrálhatóság kedvéért. Ezzel a folytonos egyenletes eloszlás sűrűségfüggvénye:
{\displaystyle f(x)={\begin{cases}\displaystyle 1&{\text{ ha }}x\in [0,1]\\0&{\text{ egyébként }}\end{cases}}}
Egy másik megfelelő függvény:
{\displaystyle f(x)={\begin{cases}\displaystyle 1&{\text{ ha }}x\in (0,1)\\0&{\text{ egyébként }}\end{cases}}}
A két függvény egy Lebesgue-nullmértékű halmazon különbözik csak, és mindkettő megfelel a követelményeknek. Mivel egy tetszőleges pontban meg lehet változtatni az értéket, azért egy valószínűségeloszlásnak legalább kontinuum sok sűrűségfüggvénye van. Az integrálok értéke nem változik, tehát a módosított sűrűségfüggvény is sűrűségfüggvény marad.

## Becslés diszkrét adatok alapján

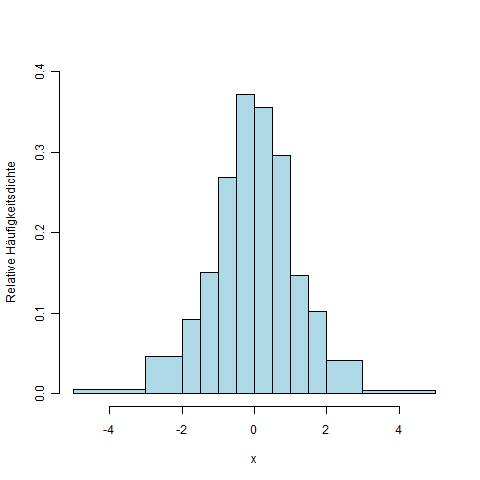
Gyakorisági sűrűség (hisztogram)